# La Mère (film, 1926)
Pour les articles homonymes, voir La Mère et Mother.
Pour plus de détails, voir Fiche technique et Distribution.
La Mère (en russe : Мать, Mat) est un film muet soviétique réalisé par Vsevolod Poudovkine, tiré du roman homonyme de Maxime Gorki et sorti en 1926,.

## Synopsis
Durant l'hiver 1905, lors de la Révolution russe, une femme — la Mère —, forcée de prendre parti lors d'une grève, doit choisir entre la fidélité qu'elle éprouve pour son mari, corrompu par les patrons afin d'obtenir son soutien, et son fils bien-aimé, un travailleur qui sympathise pour la cause des grévistes.

## Fiche technique
- Titre : La Mère
- Titre original : Мать (Mat)
- Réalisation : Vsevolod Poudovkine
- Scénario : Nathan Zarkhi d'après le roman La Mère de Maxime Gorki
- Photographie : Anatoli Golovnya
- Musique : 
  - David Blok (1935)
  - Tikhon Khrennikov (version restaurée, 1970)
- Pays d'origine : URSS
- Format : Noir et blanc - Film muet
- Genre : Drame
- Durée : 90 minutes
- Date de sortie : 1926

## Distribution
- Vera Baranovskaya : Niovna-Vlassova, la mère
- Nikolaï Batalov : Pavel Vlassov
- Ivan Koval-Samborsky : le jeune organisateur de grève
- Anna Zemtsova : la révolutionnaire
- Alexandre Tchistiakov : Vlassov
- Vsevolod Poudovkine : l'officier de police